# Agrocenoza
Agrocenoza, agrobiocenoza, biocenoza uprawna – specyficzny typ biocenozy wytworzony na terenach użytkowanych rolniczo (pola, łąki, sady), charakteryzujący się z reguły znacznym uproszczeniem pod względem składu gatunkowego w porównaniu z biocenozą naturalną oraz osłabionymi możliwościami samoregulacji, z czego wynika podatność na choroby i inwazje szkodników.
W obrębie pól uprawnych wyróżnia się agrocenozy ubogie i mniej lub bardziej bogate. Uprawy jednoroczne, np. ziemniaki, buraki, kukurydza, warzywa, są agrocenozami ubogimi. Na terenach zrejonizowanych, tam gdzie ta sama roślina częściej wchodzi na to samo pole, gdzie płodozmian jest ograniczony, fauna fitofagów i entomofagów jest bogatsza, zarówno ilościowo jak i jakościowo, niż na polach, gdzie istnieje duży asortyment gatunków uprawianych roślin. W porównaniu do jednorocznych roślin uprawnych bogatszą fauną, a więc i biocenozą, charakteryzują się uprawy wieloletnie, jak łąki, wieloletnie rośliny motylkowate, chmielniki, sady i lasy. Pomimo wprowadzenia na pola jednogatunkowych zasiewów roślin uprawnych i stałego dążenia do wyeliminowania z nich chwastów, skład fitocenozy jest bardziej urozmaicony niżby sobie tego życzył rolnik. Również skład zoocenozy uchodzi jego kontroli, bowiem sąsiadujące z polami powierzchnie niezagospodarowane rolniczo, jak miedze, przydroża, rowy, kępy zadrzewień, czy pobliskie lasy, wpływają na wzbogacenie i urozmaicenie składu agrocenozy. Człowiek dąży do maksymalnego jej eksploatowania, ale główna trudność tkwi w tym, aby zachować optymalną produkcję i reprodukcję ich zasobów, aby plony były wyrównane i wierne z roku na rok. Należy więc tak modyfikować agrocenozę, tak w nią ingerować przez odpowiednią organizację, mechanizację, chemizację, tak ją przebudowywać, stosując odpowiednią strukturę zasiewów, płodozmian, zabiegi agrotechniczne, aby uzyskać wysokie wierne plonowanie roślin z zachowaniem równowagi agrocenozy.